# البديع (ناطع)

تعديل مصدري - تعديل

البديع هي إحدى قرى عزلة مسور ال دباش بمديرية ناطع التابعة لمحافظة البيضاء، بلغ تعداد سكانها 357 نسمة حسب تعداد اليمن لعام 2004.